# Macrolabis jaapi
Macrolabis jaapi är en tvåvingeart som beskrevs av Rubsaamen 1916. Macrolabis jaapi ingår i släktet Macrolabis och familjen gallmyggor. Inga underarter finns listade i Catalogue of Life.